# Primera División de Bolivia 1982
La LFPB 1982 fue un campeonato de fútbol correspondiente a la 6ª temporada de la Liga de Fútbol Profesional Boliviano. El Campeón Nacional fue Bolívar, que obtuvo su 2° título de Liga y 8° de Primera División.

## Formato
La temporada consistió en dos fases: Primera con el formato todos contra todos y la Segunda con cuadrangulares de grupos a la que clasificaron los 8 mejores ubicados de la fase anterior.

## Equipos y Estadios
| Equipo                  | Fundación               | Ciudad     | Estadio                 |
| ----------------------- | ----------------------- | ---------- | ----------------------- |
| Aurora                  | 27 de mayo de 1935      | Cochabamba | Félix Capriles          |
| Blooming                | 1 de mayo de 1946       | Santa Cruz | Ramón Tahuichi Aguilera |
| Bolívar                 | 12 de abril de 1925     | La Paz     | Simón Bolívar           |
| Chaco Petrolero         | 15 de abril de 1944     | La Paz     | Hernando Siles          |
| Deportivo Municipal     | 20 de octubre de 1944   | La Paz     | Luis Lastra             |
| Guabirá                 | 13 de abril de 1962     | Montero    | Gilberto Parada         |
| Independiente Petrolero | 4 de abril de 1932      | Sucre      | Morro de Surapata       |
| Independiente Unificada | 1 de abril de 1926      | Potosí     | Potosí                  |
| Oriente Petrolero       | 5 de noviembre de 1955  | Santa Cruz | Ramón Tahuichi Aguilera |
| Petrolero               | 16 de abril de 1950     | Cochabamba | Complejo Petrolero      |
| Real Santa Cruz         | 2 de mayo de 1962       | Santa Cruz | Ramón Tahuichi Aguilera |
| San José                | 19 de marzo de 1942     | Oruro      | Jesús Bermúdez          |
| The Strongest           | 8 de abril de 1908      | La Paz     | Hernando Siles          |
| Wilstermann             | 24 de noviembre de 1949 | Cochabamba | Félix Capriles          |

## Primera Fase
| Pos | Equipo                  | Pts | PJ | G  | E  | P  | GF | GC | Dif |
| --- | ----------------------- | --- | -- | -- | -- | -- | -- | -- | --- |
| 1º  | Bolívar                 | 41  | 26 | 19 | 3  | 4  | 58 | 26 | 32  |
| 2º  | Blooming                | 36  | 26 | 15 | 6  | 5  | 51 | 18 | 33  |
| 3º  | The Strongest           | 35  | 26 | 14 | 7  | 5  | 63 | 31 | 32  |
| 4º  | Oriente Petrolero       | 30  | 26 | 10 | 10 | 6  | 49 | 35 | 14  |
| 5º  | Guabirá                 | 29  | 26 | 11 | 7  | 8  | 36 | 34 | 2   |
| 6º  | Wilstermann             | 28  | 26 | 8  | 12 | 6  | 35 | 31 | 4   |
| 7º  | Petrolero               | 26  | 26 | 11 | 4  | 11 | 48 | 37 | 11  |
| 8º  | San José                | 25  | 26 | 9  | 7  | 10 | 47 | 43 | 4   |
| 9º  | Real Santa Cruz         | 23  | 26 | 8  | 7  | 11 | 29 | 49 | –20 |
| 10º | Deportivo Municipal     | 21  | 26 | 7  | 7  | 12 | 34 | 45 | –11 |
| 11º | Aurora                  | 20  | 26 | 7  | 6  | 13 | 37 | 47 | –10 |
| 12º | Chaco Petrolero         | 18  | 26 | 7  | 4  | 15 | 36 | 46 | –10 |
| 13º | Independiente Petrolero | 17  | 26 | 3  | 11 | 12 | 27 | 56 | –29 |
| 14º | Independiente Unificada | 15  | 26 | 6  | 3  | 17 | 26 | 78 | –52 |

Pts = Puntos; PJ = Partidos Jugados; G = Partidos Ganados; E = Partidos Empatados; P = Partidos Perdidos; GF = Goles Anotados; GC = Goles Recibidos; Dif = Diferencia de gol
|  | Ganador de la Primera Fase.                                                       |
|  | Clasificados a los Cuadrangulares de la Segunda Fase.                             |
|  | Descendido a Segunda División. Reemplazado por Primero de Mayo Potosí Campeón APF |

## Segunda Fase

### Cuadrangulares de Grupo

#### Grupo A
| Pos | Equipo        | Pts | PJ | G | E | P | GF | GC | Dif |
| --- | ------------- | --- | -- | - | - | - | -- | -- | --- |
| 1º  | Wilstermann   | 9   | 6  | 4 | 1 | 1 | 12 | 9  | 3   |
| 2º  | Bolívar       | 7   | 6  | 3 | 1 | 2 | 12 | 8  | 4   |
| 3º  | The Strongest | 4   | 6  | 1 | 2 | 3 | 9  | 13 | -4  |
| 4º  | Petrolero     | 4   | 6  | 1 | 2 | 3 | 8  | 11 | -3  |

Pts = Puntos; PJ = Partidos Jugados; G = Partidos Ganados; E = Partidos Empatados; P = Partidos Perdidos; GF = Goles Anotados; GC = Goles Recibidos; Dif = Diferencia de gol

#### Grupo B
| Pos | Equipo            | Pts | PJ | G | E | P | GF | GC | Dif |
| --- | ----------------- | --- | -- | - | - | - | -- | -- | --- |
| 1º  | Oriente Petrolero | 7   | 6  | 3 | 1 | 2 | 13 | 9  | 4   |
| 2º  | Blooming          | 7   | 6  | 2 | 3 | 1 | 9  | 6  | 3   |
| 3º  | Guabirá           | 6   | 6  | 2 | 2 | 2 | 10 | 9  | 1   |
| 4º  | San José          | 4   | 6  | 2 | 0 | 4 | 8  | 16 | -8  |

Pts = Puntos; PJ = Partidos Jugados; G = Partidos Ganados; E = Partidos Empatados; P = Partidos Perdidos; GF = Goles Anotados; GC = Goles Recibidos; Dif = Diferencia de gol

### Ronda de Definición
|  | Semifinales             | Semifinales             | Semifinales             | Semifinales             |   |         | Final                     | Final                     | Final                     |  |
|  | Del 2 al 8 de diciembre | Del 2 al 8 de diciembre | Del 2 al 8 de diciembre | Del 2 al 8 de diciembre |   |         | Del 12 al 16 de diciembre | Del 12 al 16 de diciembre | Del 12 al 16 de diciembre |  |
|  |                         |                         |                         |                         |   |         |                           |                           |                           |  |
|  |                         |                         |                         |                         |   |         |                           |                           |                           |  |
|  | Oriente Petrolero       | 1                       | 2                       | 1                       |   |         |                           |                           |                           |  |
|  | Oriente Petrolero       | 1                       | 2                       | 1                       |   |         |                           |                           |                           |  |
|  | Bolívar                 | 2                       | 1                       | 2                       |   |         |                           |                           |                           |  |
|  | Bolívar                 | 2                       | 1                       | 2                       |   | Bolívar | 2                         | 1                         |                           |  |
|  |                         |                         |                         |                         |   | Bolívar | 2                         | 1                         |                           |  |
|  |                         |                         | Wilstermann             | 1                       | 1 |         |                           |                           |                           |  |
|  | Wilstermann             | 2                       | Wilstermann             | 1                       | 1 | 0       |                           |                           |                           |  |
|  | Wilstermann             | 2                       |                         |                         |   | 0       |                           |                           |                           |  |
|  | Blooming                | 0                       | 0                       |                         |   |         |                           |                           |                           |  |
|  | Blooming                | 0                       | 0                       |                         |   |         |                           |                           |                           |  |
|  |                         |                         |                         |                         |   |         |                           |                           |                           |  |

#### Final
| 12 de diciembre de 1982, 16:00 (UTC-4) | Bolívar                                    | 2:1 (0:1) | Wilstermann       | Estadio Hernando Siles, La Paz |                          |
|                                        | Luis F. Salinas 53' · Salomón Enríquez 58' |           | 5' Fernando Rocha | Árbitro(s): Óscar Ortubé       | Árbitro(s): Óscar Ortubé |

| 16 de diciembre de 1982, 20:00 (UTC-4) | Wilstermann          | 1:1 (1:0) | Bolívar              | Estadio Félix Capriles, Cochabamba |                           |
|                                        | Salomón Enríquez 30' |           | 68' Juan César Silva | Árbitro(s): Célier Vargas          | Árbitro(s): Célier Vargas |

## Campeón
Bolívar tras ganar la Primera y Segunda Fase se consagró campeón de la Temporada 1982. Obteniendo su 2° título liguero.
|                                                                     |
| LFPB 1982 Bolívar 2.o Título Liguero 8.o Título de Primera División |

### Definición del Subcampeonato
Los equipos de Wilstermann y Blooming se enfrentaron en partidos de ida y vuelta para definir el subcampeón de la temporada, donde el ganador obtuvo el cupo Bolivia 2 para la Copa Libertadores 1983.
| 19 de diciembre de 1982, 17:00 (UTC-4) | Blooming                                           | 3:1 (3:1) | Wilstermann      | Estadio Ramón Tahuichi Aguilera, Santa Cruz de la Sierra |                            |
|                                        | Fernando Revellez 7' · Juan Carlos Sánchez 31' 44' |           | 45' Lucio Robles | Árbitro(s): Luis Barrancos                               | Árbitro(s): Luis Barrancos |

| 23 de diciembre de 1982, 20:00 (UTC-4) | Wilstermann         | 1:1 (0:0) | Blooming        | Estadio Félix Capriles, Cochabamba |                            |
|                                        | Víctor Villalón 82' |           | 76' Néstor Vaca | Árbitro(s): Luis Barrancos         | Árbitro(s): Luis Barrancos |